# Paramarbla diplosticta
Paramarbla diplosticta är en fjärilsart som beskrevs av Hans Rebel 1914. Paramarbla diplosticta ingår i släktet Paramarbla och familjen tofsspinnare. Inga underarter finns listade i Catalogue of Life.